# فرودگاه صحرایی بورلی/لینلی هیل
فرودگاه صحرایی بورلی/لینلی هیل (به انگلیسی: Beverley/Linley Hill Airfield) یک فرودگاه خصوصی است که یک باند فرود چمن دارد و طول باند آن ۷۱۰ متر است. این فرودگاه در کشور انگلستان قرار دارد و در ارتفاع ۲ متری از سطح دریا واقع شده‌است.